# Gastronomía de Hong Kong
La gastronomía de Hong Kong puede describirse como una cocina moderada con importantes créditos de la gastronomía cantonesa y partes de oriente donde no se habla chino (la zona del río Dong, Fujian y el desembocadura del río Yangtsé),  y debido a la antigüedad de Hong Kong como colonia británica y la larga historia como ciudad de negocio cosmopolita.
Desde los puestos callejeros más infravalorados a los restaurantes más lujosos, Hong Kong proporciona una variedad incontable de comida. Las combinaciones más difíciles y la experiencia gourmet cosmopolita ha proporcionado a Hong Kong los ilustres apodos de «paraíso gourmet» y «feria mundial de la comida».

## Antecedentes
El Hong Kong moderno tiene una economía predominantemente basada en los servicios, y los negocios de restauración son un importante sector económico. Con la tercera mayor densidad de población por metro cuadrado del mundo y sirviendo a una población de 7 millones, Hong Kong alberga una industria hostelera muy competitiva. Debido a su pequeño tamaño geográfico, Hong Kong contiene un alto número de restaurantes por unidad de área.
Con la etnia china suponiendo el 98% de la población residente, la cocina china se sirve naturalmente en los hogares. Una mayoría de los chinos de Hong Kong son cantoneses, siendo también considerables los hakka, chaozhou y shanghaineses, por lo que las recetas caseras son cantonesas con mezclas ocasionales de los otros tres tipos. El arroz es el alimento básico dominante en la mayoría de comidas caseras. Los ingredientes se adquieren en tiendas de alimentación locales, si bien los supermercados se han hecho cada vez más populares.
La tradicional predilección china por los alimentos frescos implica que la compra de ingredientes se hace con mayor frecuencia y en menores cantidades que en el mundo occidental. La comida para llevar y las cenas fuera de casa también son muy comunes, ya que la gente suelen estar demasiado ocupada para cocinar, con una jornada semanal media de 47 horas.

## Historia

### Siglo XIX: orígenes coloniales
La cocina de Hong Kong tiene su origen en la fundación como colonia británica en 1841. Poco después de la fundación de la colonia, muchos británicos y mercaderes occidentales junto con chinos procedentes de la cercana Cantón emigraron allí para hacer negocios. Inicialmente gran parte de la sociedad de Hong Kong estaba segregada en expatriados occidentales, una mayoría de obreros chinos coolies, granjeros y pescadores chinos, y mercaderes chinos. La sencilla cocina campesina era rudimentaria comparada con la cocina del Cantón del siglo XIX.
A medida que la colonia se desarrollaba surgió la necesidad de comida para agasajar a los hombres de negocios. Algunos restaurantes chinos fueron fundados a finales del siglo XIX y principios del XX como sucursales de renombrados restaurantes de Cantón, y ofrecían comidas elaboradas consistentes en los tradiciones banquetes chinos de «ocho platos principales y otros entrantes» (八大八小) por dos taeles de plata, equivalentes en la época al salario mensual de un oficinista. Hasta 1935 la prostitución fue legal en Hong Kong, y las acompañantes femeninas solían acompañar a los comensales a los restaurantes, especialmente en las cenas de negocios. El opio también se ofreció hasta la Segunda Guerra Mundial en los restaurantes. Para la mayoría de los chinos que no formaban parte de la clase mercantil, las cenas en restaurantes eran inexistentes, consistiendo solo en comidas campestres cantoneses. La carne solo aparecía en ocasiones festivas, y las celebraciones tales como los cumpleaños eran hechos a menudo por servicios de cáterin que preparaban las comidas en casa del anfitrión. Los restaurantes destinados a los europeos de Hong Kong estaban segregados de los dirigidos a chinos. Las cenas coloniales elaboradas existían en establecimientos como el Hotel Hong Kong y luego el Hotel Gloucester.

### Años 1920: influencia cantonesa
La cocina de Hong Kong fue por detrás del entonces líder de la gastronomía china, Cantón, durante mucho tiempo y muchos chefs de Hong Kong pasaban sus años formativos en aquella ciudad. Cantón era famosa por su comida, y estaba el dicho tradicional de «comer en Cantón» (食在廣州). La gastronomía de Cantón alcanzó su cima durante los años 1920 y fue alabada por el cuidado en su preparación incluso en platos campesinos como el char siu o el congee. Dai San Yuan fue famoso por su plato de aleta de tiburón a la brasa por el que cobraba 60 yuanes, equivalentes al salario medio de 6 meses de una familia trabajadora. El estilo culinario de Guandong terminó filtrándose en la escena gastronómica de Hong Kong.

### 1949: influencias de Shanghái y Occidente
La victoria de los comunistas chinos en la guerra civil china de 1949 provocó la llegada de una oleada de refugiados a Hong Kong. Un considerable número de ellos eran de partes de China no hablantes de cantonés, incluyendo el delta del río Yangtsé, e introdujeron la gastronomía de Shanghái. Por otro lado, la mayoría de los chefs famosos de Cantón se establecieron en Hong Kong para escapar del gobierno comunista de la China continental.
La prostitución y el opio había desaparecido mucho antes de los restaurantes, que para poder sobrevivir empezaron a explotar negocios rentables para las familias, como ofrecer yum cha y celebrar banquetes de boda. Por otro lado, el fin de la segregación colonial estricta por parte del gobierno colonial británico y los expatriados occidentales tras la Segunda Guerra Mundial abrió la cocina occidental a los chinos.
Las tartaletas de huevo y el té con leche al estilo de Hong Kong pronto se convirtieron en parte de la cultura gastronómica de la región. Podría decirse que las semillas de la sociedad actual de Hong Kong no se plantaron hasta 1949, y su gastronomía moderna tiene sus raíces directas en esta época.

### Años 1960-80: prosperidad
Para los años 60 Hong Kong había pasado lo peor de la depresión económica y hubo un largo y continuo periodo de relativa calma y apertura respecto al gobierno comunista de la China de Mao y al aislamiento marcial de Taiwán. La cocina cantonesa de Hong Kong había para entonces superado a la Cantón, que sufrió un largo periodo de declive tras la llegada al poder los comunistas. El creciente prosperidad de mediados de los años 1960 había dado lugar a una mayor demanda de comida de calidad. Muchos de los chefs que se formaron en Cantón y Shanghái en los años anteriores al comunismo empezaron a sacar lo mejor de las finas especialidades de esas tradiciones culinarias. Las familias habían abandonado en gran medida los servicios de cáterin y recurrían a restaurantes para sus celebraciones. El marisco empezó a convertirse en una especialidad en esos años, seguido por la carne de caza en los años 1970.
Esta oleada de prosperidad también propulsó el conocimiento por parte de los chinos de Hong Kong de las tendencias culinarias extranjeras, y muchos estuvieron dispuestos a probar ingredientes extranjeros como el espárrago y el cangrejo de río de Australia. Estilos gastronómicos extranjeros como el japonés y el del sureste de Asia empezaron a influir sobre la comida local, y el ritmo de cambio se aceleró a finales de los 70 y principios de los 80. Esto dio lugar al nacimiento de la nueva cocina cantonesa (en chino tradicional, 新派粵菜), que incorporó platos extranjeros tales como el sashimi a los banquetes cantoneses. Por primera vez muchos chinos de Hong Kong empezaron a tener medios económicos para visitar restaurantes occidentales hasta entonces frecuentados principalmente por los ricos expatriados occidentales, como el Gaddi's del Peninsula Hotel. Durante estos años hubo un gran crecimiento económico derivado de los mercados bursátiles, y una manifestación visible de los nuevos ricos resultantes de finales de los 70 eran dichos tales «mezclar sopa de aleta de tiburón con arroz» (en chino, 魚翅撈飯).

### Años 1980-90: vínculos con la China continental y Taiwán
China inició reformas económicas cuando Deng Xiaoping accedió el poder tras la muerte de Mao. La apertura del país dio a los chefs de Hong Kong oportunidades de restablecer los vínculos con los cocineros de la China continental rotos en 1949 y oportunidades de adquirir conocimiento de las diversas tradiciones culinarias regionales chinas. Muchas de estas gastronomías también contribuyeron a la nueva cocina cantonesa de Hong Kong. El levantamiento de la ley marcial en Taiwán en 1987 estableció vínculos taiwaneses con la China continental y provocó una proliferación de establecimientos especializados en cocina taiwanesa en Hong Kong cuando los turistas y hombres de negocios taiwaneses usaron Hong Kong como escala para sus visitas a China. Desde 1978 hasta 1997 nadie discutió que Hong Kong fuese el epicentro de la cocina china, y no solo cantonesa, del mundo, compitiendo los restaurantes de la China continental y Taiwán, además de comunidades chinas del extranjero, por emplear chefs formados o con experiencia en Hong Kong, y emulando platos improvisados o inventados allí. La cocina cantonesa de Hong Kong (en chino tradicional, 港式粵菜) se convirtió en el centro de la cocina china innovadora durante este periodo.

### Tras 1997: declive
Después de que Hong Kong fuese devuelta a China en 1997, la crisis financiera asiática y la epidemia de SRAS llevó a una década de depresión. El auge de la escena culinaria de Hong Kong se detuvo y muchas restaurantes, incluyendo varios establecimientos renombrados como Sun Tung Lok, cerraron. Se argumentó que el aumento de la prosperidad de la población de las regiones costeras de China, especialmente entre los nuevos ricos (大款, da kuan) y los funcionarios corruptos (大爺, da ye), había aumentado la demanda de muchas delicias como el abalón y el mero, y muchos platos festivos se volvieron tan exageradamente caros que quedaron fuera del alcance incluso de las familias de clase media-alta de Hong Kong. Al mismo tiempo, los gustos de los habitantes de Hong Kong se habían vuelto más cosmopolitas comparados con los de la generación anterior, siendo capaces de apreciar cocinas europeas en lugar de la «cocina europea» genérica, y la afición a otras cocinas asiáticas, especialmente la japonesa y la tailandesas, siempre fue en aumento.
A principios del siglo XXI, y tras la recuperación parcial tras la depresión de 2003 debida a la epidemia de SRAS, la economía de Hong Kong se había orientado al desarrollo urbanístico y los servicios financieros. Esto supuso el enriquecimiento solo de una pequeña minoría y un futuro a largo plazo económico incierto respecto a las grandes ciudades ricas de China, como Shanghái y Cantón, por lo que Hong Kong ya no posee la base económica para soportar una restauración muy refinada. Una opinión generalizada sobre la cultura culinaria actual de Hong Kong es que está en declive y dormida en sus laureles pasados. Por ejemplo, revistas gastronómicas como Eat and Travel Weekly hablan sobre muchos menos platos desarrollados en Hong Kong tras el 2000 respecto al auge de los años 80, y muchos restaurantes tienden a recurrir a platos de esta época. El mercado laboral moderno de Hong Kong también ha interrumpido la forma tradicional de formar cocineros chinos, que hasta entonces recurrían a un aprendizaje muy largo y uno a uno. Muy pocos chefs están dispuestos a dedicar tiempo y esfuerzo a la cocina tradicional, que evita los atajos y enfatiza las técnicas sobre los ingredientes. Por otro lado, unos pocos expertos optimistas arguyen que Hong Kong bien puede desarrollar una cultura culinaria parecida a la de otras economías desarrolladas y conservar lo mejor de la cocina tradicional.
Históricamente en Hong Kong los alimentos procedían de una combinación de tiendas pequeñas en lugar de supermercados. Algunas de estas tiendas incluyen: arrocerías (米舖), que hacían de pequeños almacenes de arroz; vinotecas (辦館), que ofrecen bebidas; see-dor (士多, adaptación cantonesa de store), que son tiendas de conveniencia, sirviendo las más importantes pan recién horneado. El principal componente eran los mercados mojados (街市); uno de los primeros fue el Mercado Central de Hong Kong, que empezó a funcionar en los años 1840.
La idea de un único establecimiento o supermercado que proveyese toda la comida no se materializó hasta principios de los 70, cuando Wellcome, una cadena de ultramarinos local, cambió su formato al de supermercado. Los supermercados con aire acondicionado no se estandarizaron hasta los 80.

## Hábitos alimenticios

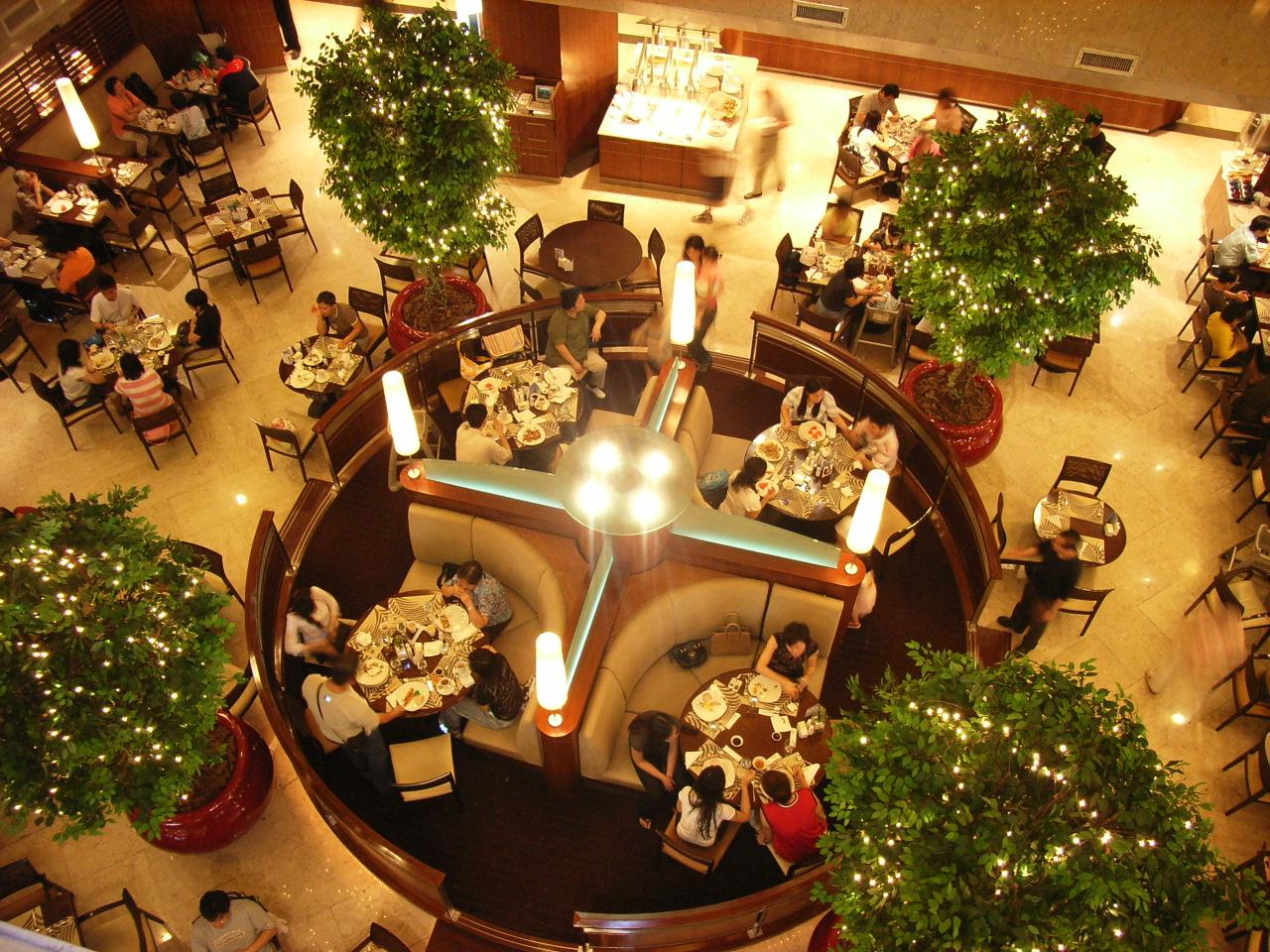
Gente disfrutando de una comida.

La mayoría de las raciones servidas en restaurantes son considerablemente pequeñas para los estándares internacionales, especialmente en comparación con la mayoría de los países occidentales como los Estados Unidos o Canadá. El plato principal suele acompañarse de una generosa ración de hidratos de carbono, como arroz o mein (fideos). La gente suele comer 5 veces al día. La cena se acompaña a menudo de un postre. También se toman aperitivos entre comidas.
Como Hong Kong es de origen cantonés y la mayoría de los chinos de Hong Kong son inmigrantes o descendientes de inmigrantes de las partes hablantes de cantonés de China, la comida es una variante de la gastronomía cantonesa: casi toda la comida casera y gran parte de las servidas fuera, desde restaurantes a panaderías, es cantonesa o está muy influida por la tradición cantonesa. La mayoría de la comida famosa de Hong Kong, como el pastelillo de esposa, el pato asado, el dim sum, el té de hierbas, las recetas de aleta de tiburón y abulón, el pollo escalfado, el pastel de luna y otros son originarios de Cantón, y el dai pai dong fue adoptada de esa ciudad del sur de China. Como en su cocina padre, la cocina cantonesa de Hong Kong admite una amplia variedad de ingredientes, teniendo un sabor ligeramente condimentado. A diferencia de Cantón, los contactos ininterrumpidos que Hong Kong tiene con Occidente la ha hecho más susceptible de influencias occidentales, y ha producido favoritos tales como las tartaletas de huevo o el té con leche al estilo de Hong Kong.
Otros estilos gastronómicos extranjeros son también populares en la región: occidental genérico (auténtico, internacional o al estilo de Hong Kong), italiano, francés, japonés, coreano, tailandés, vietnamita, indio, malayo y singapurés.
| Hora del día          | Comida   |
| --------------------- | -------- |
| Mañana                | Desayuno |
| Mediodía              | Almuerzo |
| 3 de la tarde         | Té       |
| Tarde                 | Cena     |
| A partir de las 10 PM | Siu yeh  |

## Etiqueta en la mesa
La mayoría de las recetas del este de Asia, con excepción de las de fusión y las tailandesas, se consume exclusivamente con palillos. Las gastronomías de estilo más occidental prefieren la cubertería. Algunos platos son más adecuados para comerlos con las manos. Una notable tendencia en los restaurantes es el número limitado de servilletas provistas durante una comida. La mayoría de restaurantes de nivel bajo o medio funcionan asumiendo que los clientes traen sus propias servilletas o pañuelos desechables de casa. La etiqueta tradicional occidental rara vez se respeta, incluso en los restaurantes de gama alta.

## Ingredientes
De forma parecida a la cocina cantonesa de otros lugares, en la cocina de Hong Kong se usan una amplia variedad de ingredientes, estando entre los comunes los siguientes:
- Huevo centenario;
- huevo de pato en salazón;
- col china;
- shiitake;
- kai-lan;
- judía azuki;
- salsa hoisin;
- salchicha china;
- camarón seco;
- conpoy;
- azofaifo;
- semilla de loto.

## Estilos

### Chinos y de otras partes de Asia
| Cocinas chinas y de otras partes de Asia | Nombre del estilo                    | Más popular    | Ejemplos                                                                    |
| ---------------------------------------- | ------------------------------------ | -------------- | --------------------------------------------------------------------------- |
| Tiendas pequeñas                         | Vendedores ambulantes                | Aperitivo      | Bolas de pescado en palo, tofu apestoso                                     |
| Tiendas pequeñas                         | Dai pai dong                         | Aperitivo      | Wanton mee                                                                  |
| Tiendas pequeñas                         | Tiendas especializadas               | Aperitivo      | Douhua, jerky de buey                                                       |
| Informal                                 | Comida rápida al estilo de Hong Kong | Cualquier hora | Chuletas de cerdo, verdura con salsa de ostra                               |
| Panadería                                | Panadería china                      | Aperitivo      | Pastelillo de esposa, tartaleta de huevo                                    |
|                                          | Cantonesa                            | Almuerzo, cena | Dim sum (solo desayuno, almuerzo y hora del té), aleta de tiburón, char siu |
| Budista                                  | Luohan zhai, mantou                  | Almuerzo, cena |                                                                             |
| Hakka                                    | Pun choi                             | Almuerzo, cena |                                                                             |
| Pekinesa                                 | Pato pekinés                         | Almuerzo, cena |                                                                             |
| Japonesa                                 | Sushi, sashimi                       | Almuerzo, cena |                                                                             |
| India                                    | Pollo al curry                       | Almuerzo, cena |                                                                             |
| Hot pot                                  | Cena                                 | Vieira, gamba  |                                                                             |
| Bebida                                   | Bebidas al estilo de Hong Kong       | Cualquier hora | Té con leche, yuanyang                                                      |
| Bebida                                   | Té chino                             | Cualquier hora | Té de crisantemo                                                            |

### Occidental
| Categoría occidental | Nombre del estilo                                          | Más popular    | Ejemplos                      |
| -------------------- | ---------------------------------------------------------- | -------------- | ----------------------------- |
| Tiendas pequeñas     | Occidental al estilo de Hong Kong                          | Brunch         | Torrija, fideos instantáneos  |
| Informal             | Comida rápida occidental                                   | Cualquier hora | Big Mac, perrito caliente     |
| Panadería            | Panadería occidental                                       | Aperitivo      | Pasteles de Maxim's, tiramisú |
|                      | Estadounidense                                             | Almuerzo, cena | Solomillo, alitas de pollo    |
| Italiana             | Espaguetis con salchicha de Viena, falda de ternera, pizza | Almuerzo, cena |                               |
| Francesa             | Quiche, medallón de cordero                                | Almuerzo, cena |                               |
| Bebidas              | Bebidas occidentales                                       | Cualquier hora | Horlicks, cola                |
| Bebidas              | Café                                                       | Cualquier hora | Café expreso, café con hielo  |

## Estilos chinos y de otras partes de Asia

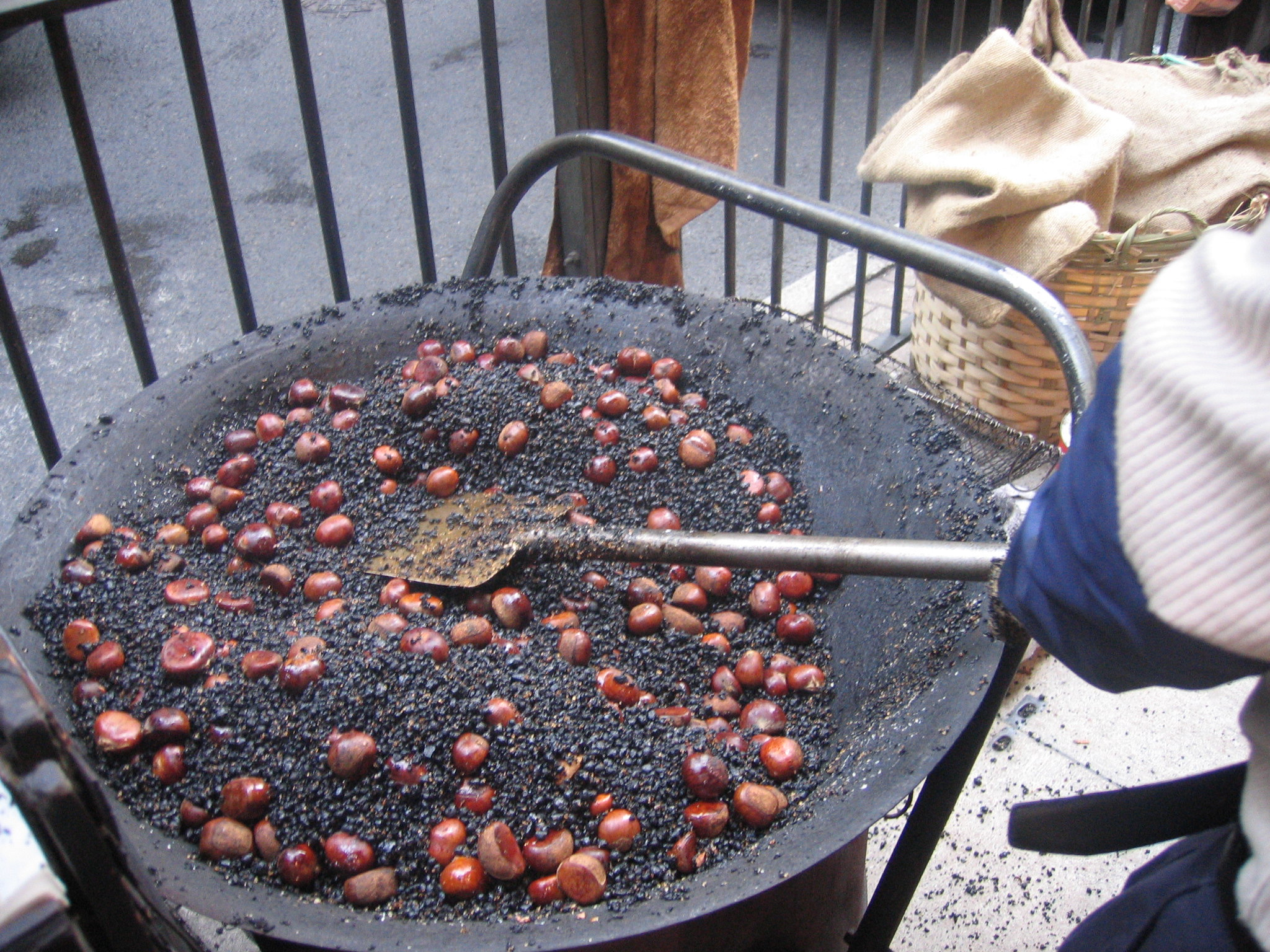
Vendedor ambulante.

### Vendedores ambulantes
Se trata básicamente de puestos callejeros de comida, gestionados normalmente por una o dos personas que empujan un carro. Los carros suelen ser fáciles de mover, permitiendo la libertad de vender los artículos en cualquier zona donde haya mucha gente a una hora del día. Aunque fueron populares en los 70 y 80, las estrictas regulaciones sanitarias y otras restricciones (como las licencias) han puesto límite a esta cultura culinaria ambulante. El término Jau Gwei pasó a estar asociado con los vendedores ambulantes que intentaban esquivar las restricciones.
Venden:
- Bolas de pescado;
- put chai ko;
- castañas asadas.

### Dai pai dong

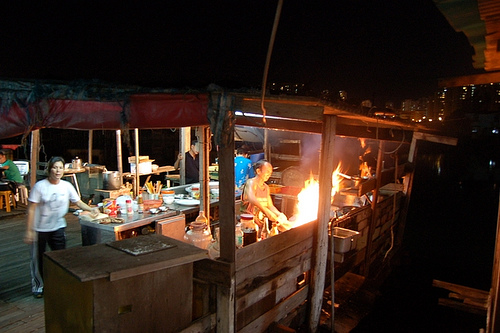
Dai pai dong.

Estos pequeños restaurantes informales al aire libre de estilo chino sirven principalmente platos campesinos cantoneses y chaozhou. Estos negocios tienden hacia locales con muchos menús exclusivamente en chino.
Sirven:
- Congee y youtiao;
- tostada con leche condensada;
- wanton mee.

### Tiendas especializadas

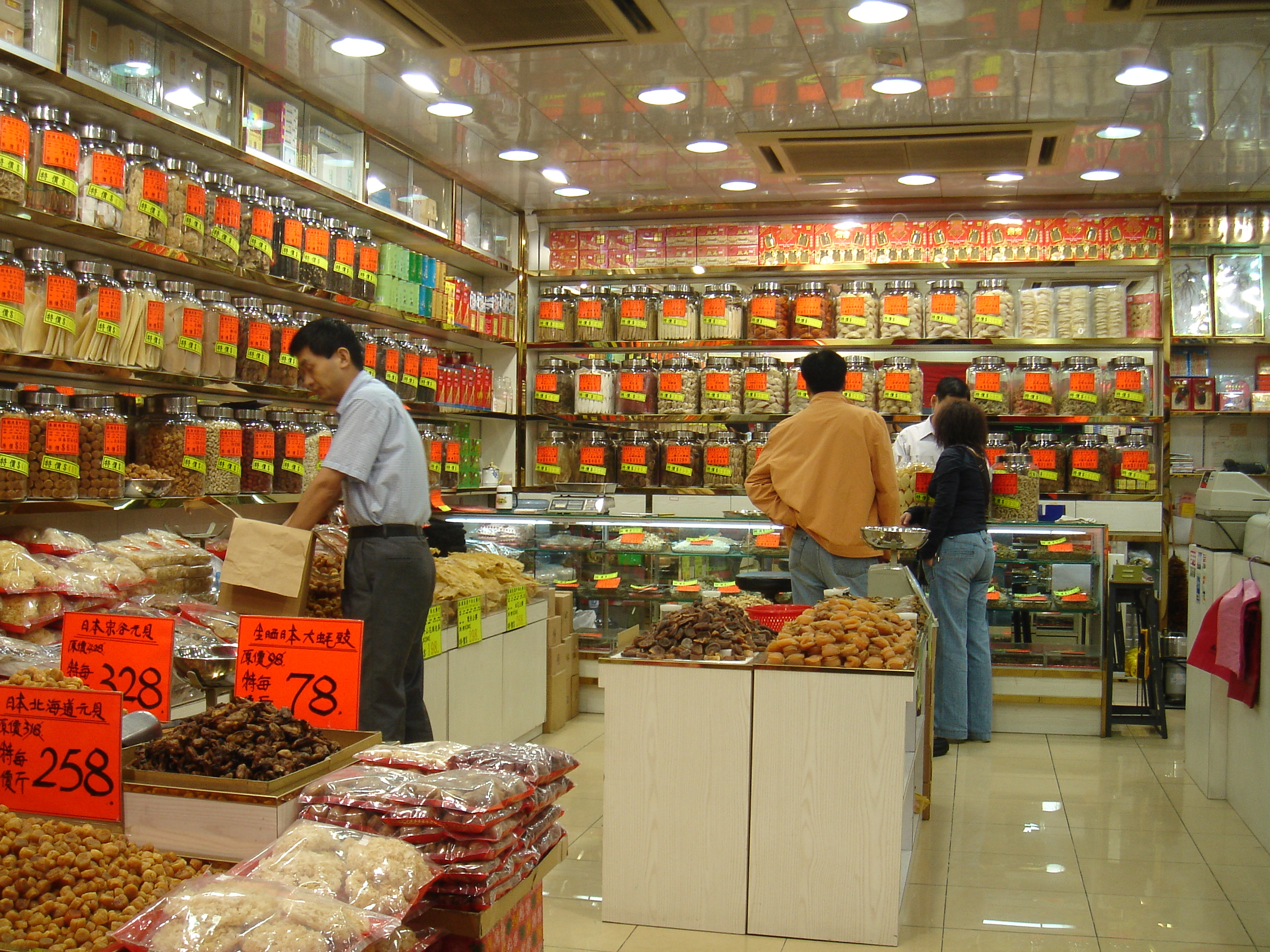
Tiendas especializadas.

Las tiendas especializadas suelen dedicarse a vender un tipo concreto de aperitivo o comida seca. Si por ejemplo se centran en el jerky de buey, la tienda ofrecerá de 10 a 20 tipos de la mejor calidad. Durante el verano, las tiendas especializadas son a menudo los lugares favoritos para comprar comidas para regalar. Los alimentos secados al sol y los caramelos chinos son también comunes.
Venden:
- Jerky;
- galleta de almendra;
- tiras de calamar seco.

### Comida rápida al estilo de Hong Kong

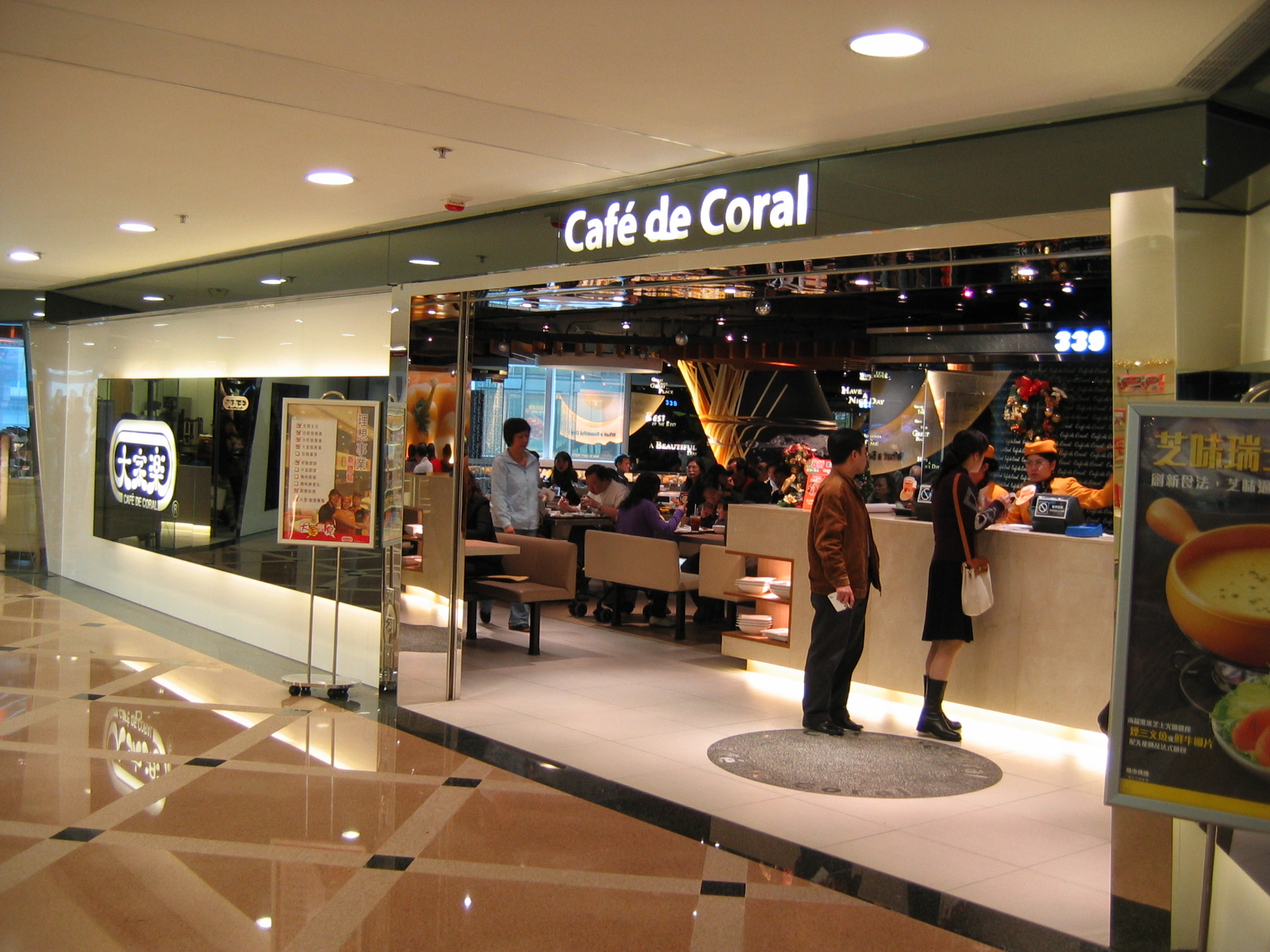
Comida rápida al estilo de Hong Kong.

La comida rápida al estilo de Hong Kong se sirve tanto en restaurantes informales como el Café de Coral, Maxim's y Fairwood, como en salones anexos a centros comerciales o supermercados, como CitySuper. La comida ofrecida es una mezcla de cocina canto-occidental (véase más abajo), recetas cantonesas, y cada vez más platos asiáticos de fuera de China.
Sirven:
- Tonkatsu (japonés);
- kai-lan con salsa de ostra (cantonés);
- costillar de cerdo al horno con arroz (occidental, concretamente británico).

### Panadería china

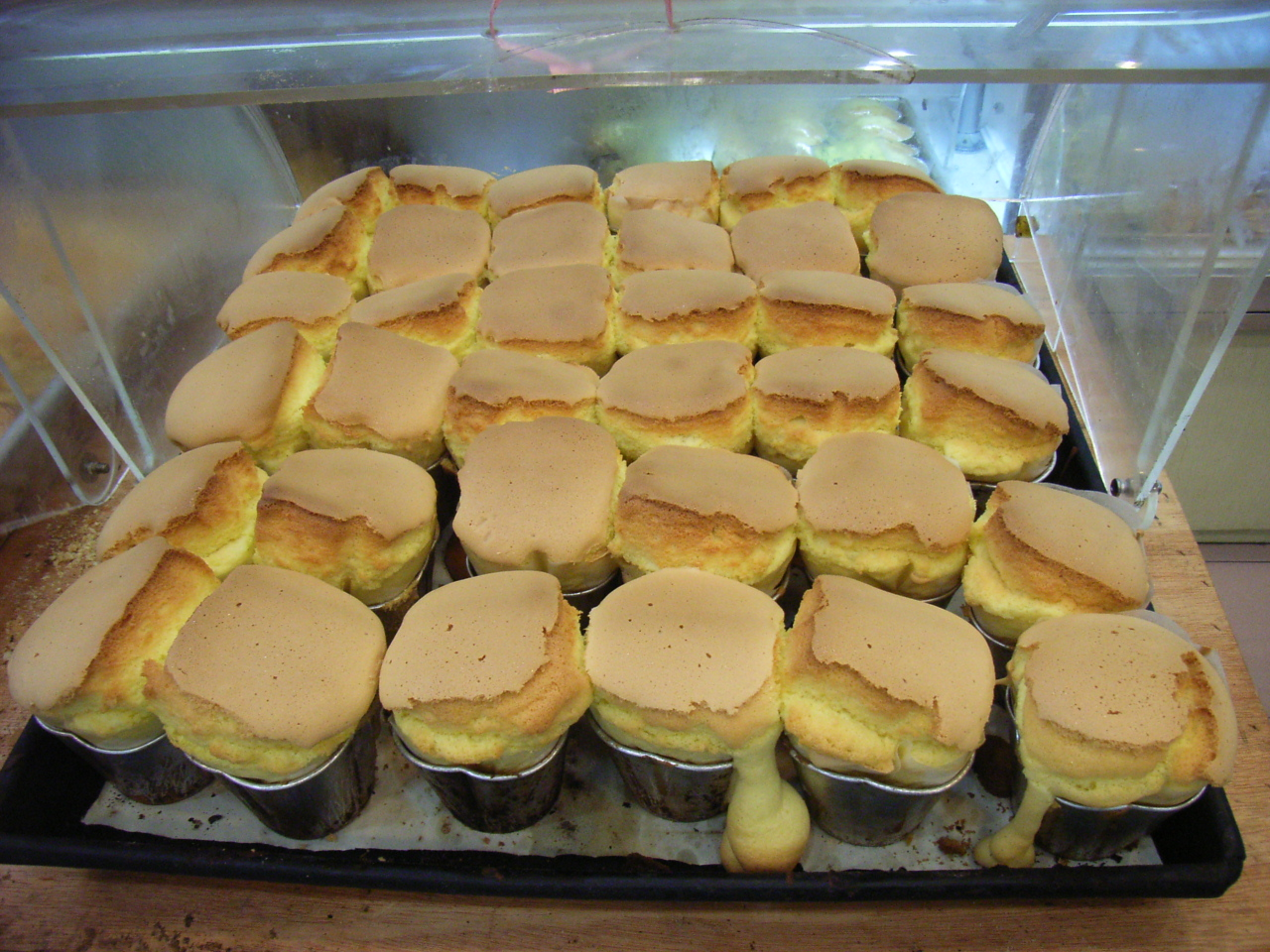
Panadería china.

La panadería china al estilo de Hong Kong ofrece una plétora de opciones para todos los gustos. Dependiendo del lugar, algunas tiendas pueden ofrecer una mayor selecciones que otras, y algunas pueden preparar artículos en el local mientras otras venden los elaborados en una panadería de otro sitio. La mayoría de las panaderías disponen de recetas como los bollos de piña y las tartaletas de huevo. Durante el Festival de Mediados de Otoño, los pasteles de luna son unos de los más vendidos. Los pasteles se venden frescos del día (a veces se hornean todo el día), y se dice que la gente de Hong Kong tiene un paladar tan sofisticado que pueden notar la diferencia entre algo horneado una hora o 5 horas antes.
Venden:
- Pastelillo de esposa;
- jin deui;
- bollo de crema.

### Cocina cantonesa

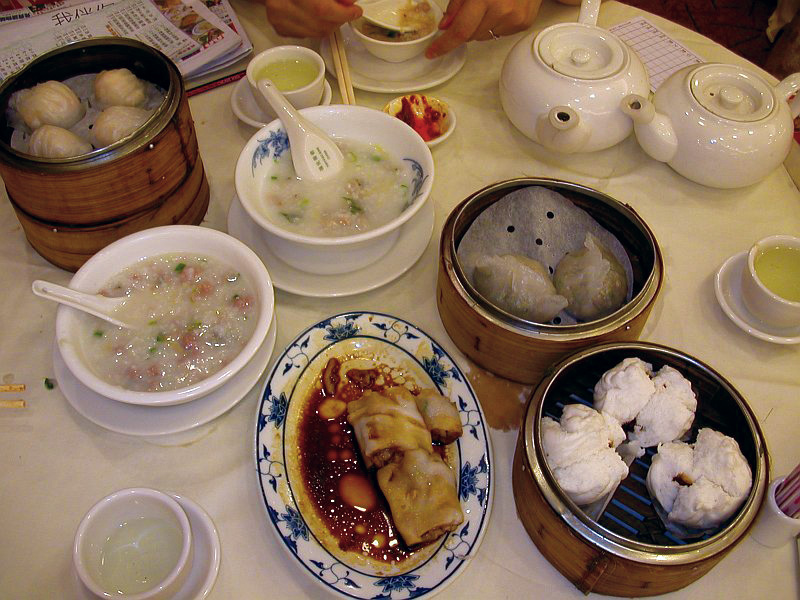
Dim sum.

Siendo el grupo cultural predominante en Hong Kong, la cocina cantonesa supone la columna vertebral de la comida casera y de restaurante. Muchos restaurantes cantoneses famosos desde antiguo, como Tai San Yuan o Luk Yu Tea House, fueron originalmente sucursales de los afamados restaurantes de Cantón, y la mayoría de los chefs de Hong Kong hasta los años 70 pasaban sus años de formación trabajando en la industria hostelera de aquella región. Los platos más celebrados de Hong Kong fueron introducidos en la región a través de Cantón, siendo a menudo refinados de acuerdo a los gustos internacionales. Los precios de la comida cantonesa cubren el mayor rango, desde el lou mei de negocios pequeños hasta las delicias de oreja de mar más caras.
Un plato bien desarrollado en la cocina cantonesa es el dim sum. Los camareros pasean montones de cestas para cocer al vapor o platitos con comida para que los clientes escojan. El dim sum incluye platos a base de carne, marisco y verdura, además de postres y fruta. El término yum cha (literalmente ‘beber té’) es sinónimo de comer dim sum. Es costumbre que las familias coman dim sum los fines de semana.
Incluye:
- Fideo de carro;
- siu mei;
- cha siu baau;
- shaomai;
- har gow;
- pollo frito crujiente;
- nido de marisco.

### Cocina budista

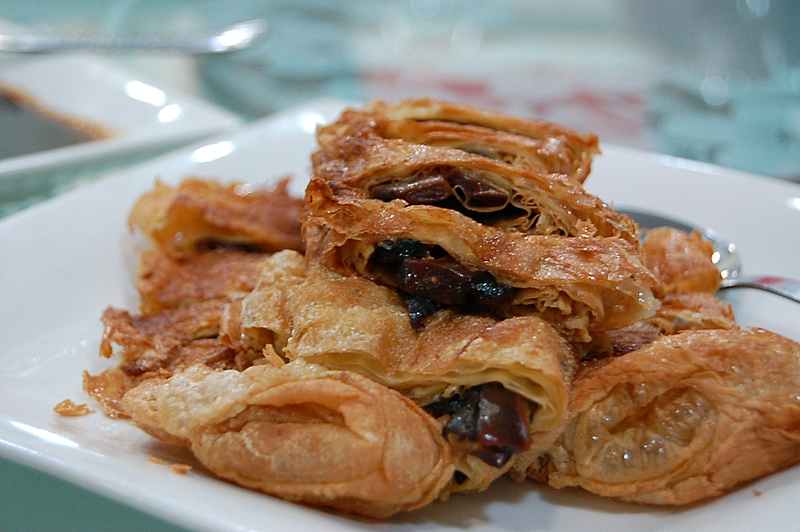
Ganso vegetariano envuelto en piel de tofu.

Esta cocina es esencialmente vegetariana, con recetas usando tofu, seitán, champiñón y otros ingredientes de origen no animal. A pesar del nombre, estos platos son disfrutados por muchas personas no budistas. Los platos vegetarianos de Hong Kong, como parte de la rama cantonesa de la cocina vegetariana china, hace énfasis en los sucedáneos de carnes hasta el punto de que el sabor y aspecto resultantes son idénticos a la carne auténtica, empleándose a menudo gluten y tofu fritos para recrear texturas cárnicas, añadiéndose salsas muy condimentadas a los platos. Incluso los amantes de la carne disfrutan de estas recetas regularmente. A diferencia de lo que sucede en Occidente, la dieta vegetariana no se considera un deber en Hong Kong. Esta cocina también se sirve en algunos templos y monasterios, como el Monasterio Po Lin. La cocina vegetariana servida en algunos templos o monasterios taoístas, como el Instituto Yuen Yuen, también puede clasificarse en este grupo.
Incluye
- Mantou;
- Luohan zhai.

La cocina vegetariana china no cantonesa es extremadamente rara en Hong Kong, aunque hay algunos templos y restaurantes aislados que sirven cocina vegetariana al estilo de Shanghái. Comparada con la cocina vegetariana cantonesa, los platos son menos aceitosos y emplean a menudo ingredientes del gusto de los chinos no cantoneses, como brotes de bambú y verdura encurtida. Los sucedáneos de carnes aparecen prominentemente, aunque de forma distinta.

### Cocinahakka
Este tipo de estilo culinario procedente de la etnia hakka vino originalmente de Guangdong y Fujian, en el sureste de China. Emplea ingredientes secos y en conserva. El cerdo es de lejos la carne más frecuente.
Incluye:
- Pun choi;
- pollo asado a la sal.

### Cocina pekinesa
Este estilo tiene una de las historias más largas en términos de desarrollo culinario. Su variedad y complejidad dan una idea de lo que los emperadores chinos podían haber comida en su época. Algunas recetas exóticas de este tipo exigen un considerable tiempo de espera antes de ser servidos.
Incluye:
- Pato pekinés;
- Sopa agripicante.

### Cocina japonesa

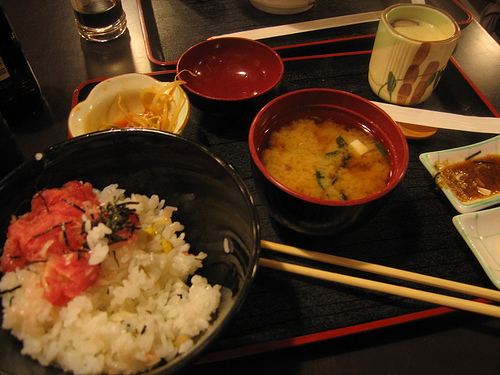
Platos japoneses en Hong Kong.

El sushi es la asociación más común hecha a la cocina japonesa en Hong Kong. Las recetas japonesas son bastante populares, estando presentes desde pequeñas cafeterías hasta locales kaitenzushi o especializados en teppanyaki. Algunos locales centrados en sushi imitan los de Japón.
Incluye
- Sushi con wasabi;
- Okinawa soba

### Cocina india
A diferencia de lo que sucede en la India, donde se separan las recetas en variedades regionales como la panyabí, la población china de Hong Kong identifica mayoritariamente la cocina india con el curry. Debido a que siempre se espera carne, también puede decirse que la cocina india de Hong Kong tiende hacia la del norte de la India.
Incluye:
- Pollo al curry con biryani;
- Curry de ternera con naan.

### Hot pot

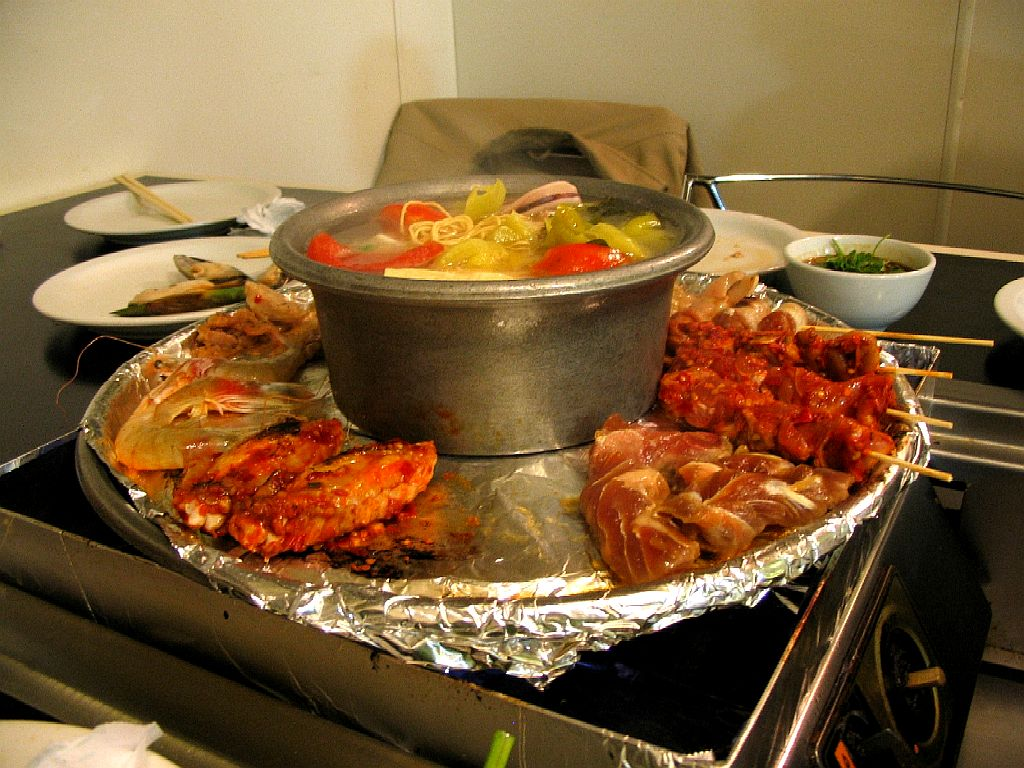
Hot pot.

La cocina hot pot, conocida como daa bin lou (打邊爐) en cantonés, es única en el sentido de que todo el mundo es el cocinero. Se pone una olla de agua hirviendo (a base de sopa, y los clientes pueden elegir su sabor favorito) en el centro de la mesa y cada comensal cuece sus propios ingredientes en ella. Esto es muy popular y suele acompañarse con una botella de cerveza fría o refresco. Este estilo es frecuente durante la época fría de invierno, ya que la gente se reúne alrededor del fuego. También se considera un entretenimiento.
Incluye:
- zanahoria
- lechuga
- pollo
- cerdo
- buey
- cangrejo
- almejas
- gambas
- col china
- bolas de pescado
- bolas de ternera
- tofu.

### Bebidas al estilo de Hong Kong
Las bebidas no alcohólicas se sirven en restaurantes de todos los tipos, pero principalmente en cha chaan tengs, un tipo único de restaurante de Hong Kong. Debido a que las recetas de bebidas no se basan en franquicias, la mayoría de ellas cambia según el restaurante. El azúcar piedra y el almíbar suelen usarse para añadir dulzura.
Algunas bebidas que tienen su origen en la cultura del té de Taiwán, como el té de burbujas y el té verde con miel, fueron llevadas a Hong Kong y pasaron a ser parte de la cultura gastronómica de Hong Kong.
Incluye:
- Té con leche al estilo de Hong Kong;
- helado de judía azuki;
- leche de soja;
- jugo de azúcar de caña.

### Té chino

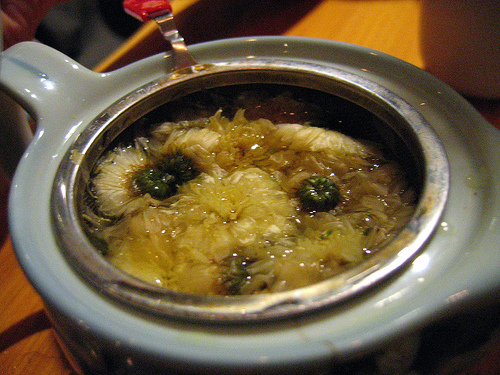
Té chino de crisantemo.

Se usa una amplia variedad de hojas de té y combinaciones para el té chino. En los años 50 y 60 los ciudadanos iban a casas de té acompañados por sus pájaros mascotas en jaulas. El té de mediodía era una pausa esencial en mitad del día, si bien actualmente puede acompañar a cualquier comida.
Incluye:
- Té de crisantemo;
- bolay;
- 24 sabores.

## Estilos occidentales

### Cocina occidental al estilo de Hong Kong

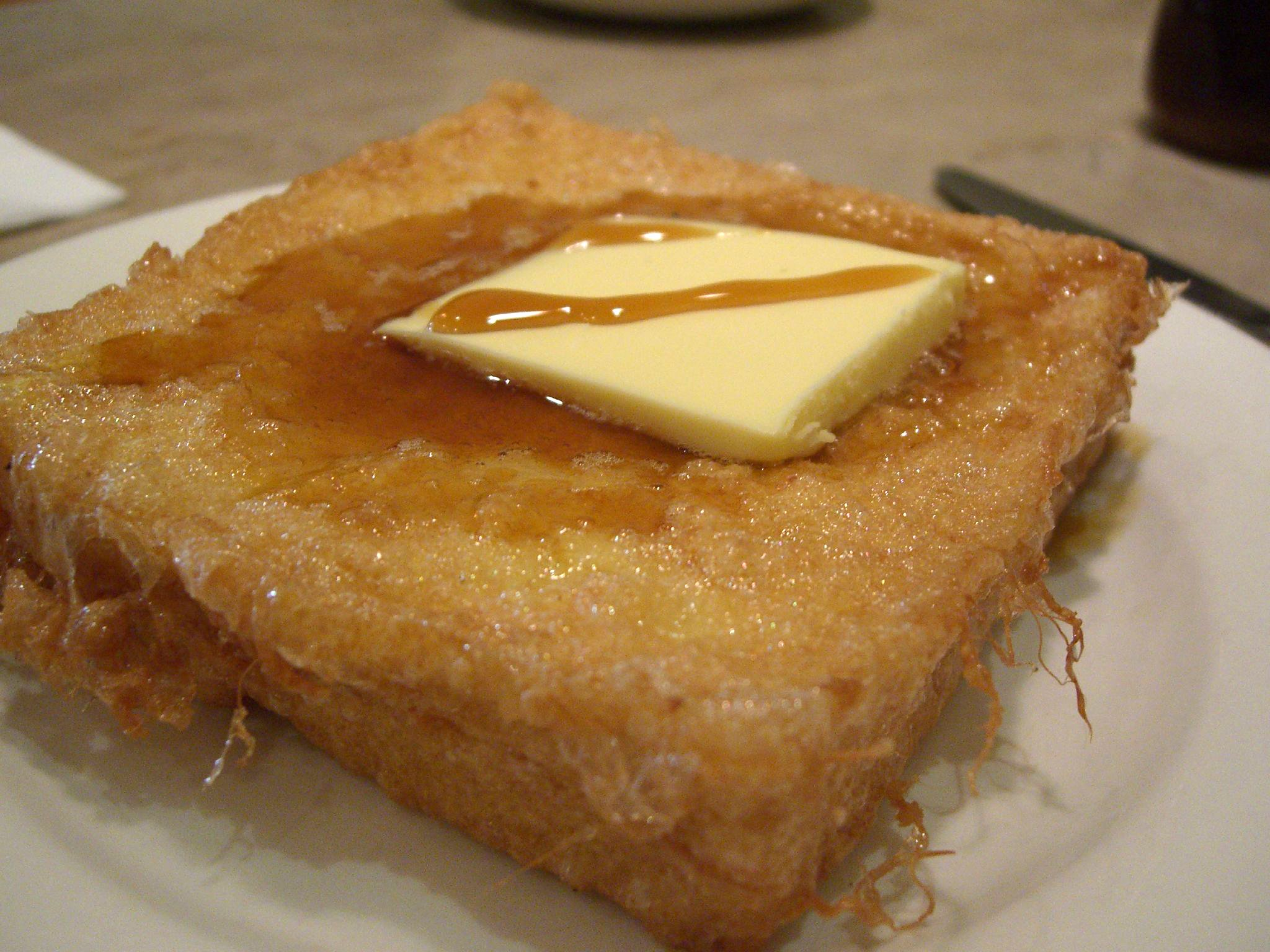
Torrija al estilo de Hong Kong.

Pertenecen a esta categoría los platos procedentes de cocinas occidentales, pero no adscritos a un país concreto. Fuera de Hong Kong esta cocina se llama cocina occidental al estilo de Hong Kong o cocina canto-occidental. Los restaurantes pequeños que ofrecen sai chaan suelen ser cha chaan tengs en el extremo popular y «restaurantes sai chaan» en la gama alta. Los orientados al turismo ofrecen menús tanto orientales como occidentales. La mayoría de los platos están adaptados al estilo oriental y tienen influencias chinas y concretamente cantonesas, como el filete marinado en salsa de soja, servido en un gravy dominado por ésta, y con arroz frito como guarnición, o espaguetis al wok con salsa de carne. Los detractores de esta cocina la denominan cocina occidental salsa de soja (豉油西餐), ya que el uso de esta salsa era desconocido en la gastronomía occidental antes de que la cocina internacional despegase a finales de los años 1980.
A medida que Hong Kong se hizo más próspera económicamente, se realizaron más contactos comerciales con Occidentes y se impulsaron los viajes extranjeros, de forma que los gustos de sus habitantes se ampliaron y los restaurantes sai chaan pasaron a ser una rareza debido a la proliferación de restaurantes occidentales más auténticos. Los que quedan, como Goldfinch o Tai Ping Koon, se han convertido en raras reliquias que atraen a los clientes nostálgicos de los años 60 y 70. Los cha chaan tengs han tendido a incorporar más comida china y siguen siendo tan populares como siempre en Hong Kong.
Incluye:
- Macarrones en caldo con huevos fritos y salchichas;
- alitas de pollo fritas;
- alitas con salsa suiza;
- fideos instantáneos con salchichas;
- torrijas (西多士, ‘tostada occidental’ en chino).

### Comida rápida occidental

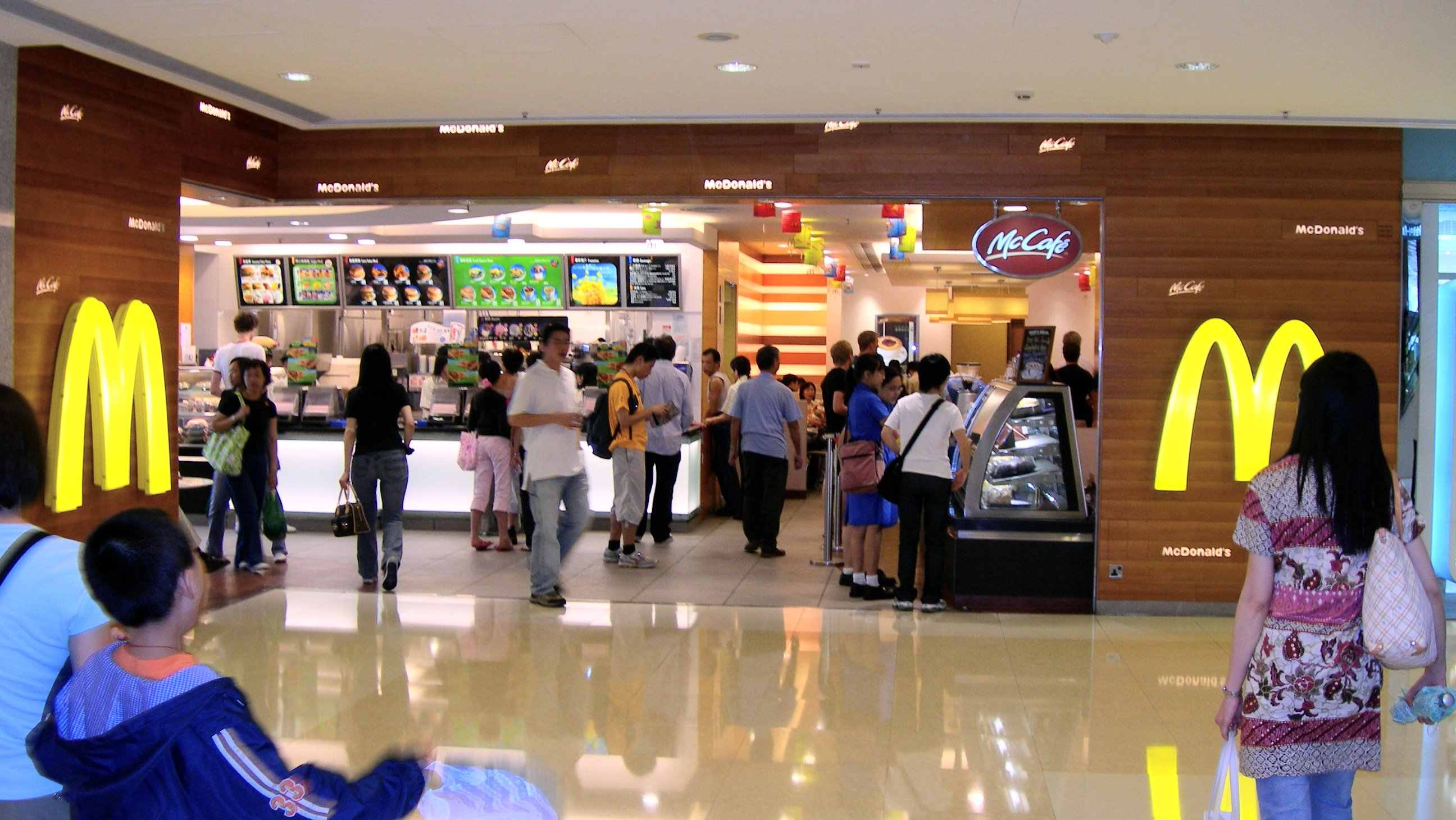
Un McDonald's en el centro comercial IFC de Hong Kong.

La comida rápida occidental es esencialmente una réplica de las franquicias de restaurantes de comida rápida estadounidenses y europeos, siendo probablemente McDonald's la más común. También está presentes Hardee's, Pizza Hut y muchas otras.
Incluye:
- Big Mac;
- Perrito caliente;
- Pizza.

### Panadería occidental
Por lo general la pastelería occidental es mucho más dulce y de sabor más potente que la pastelería típica china. Algunos pasteles de estilo occidental se parecen mucho a sus recetas de origen, mientras otros se han modificado para reducir el queso, la crema de leche y otros ingredientes occidentales. Las panaderías chinas venden a menudo recetas tanto occidentales como orientales. Maxim's Caterers es una de las franquicias más populares, presente en casi cada estación de metro. Délifrance es otra cadena que ofrece sándwiches occidentales.
Incluye:
- Dónuts;
- tartaleta de fruta;
- croissants.

### Cocina estadounidense

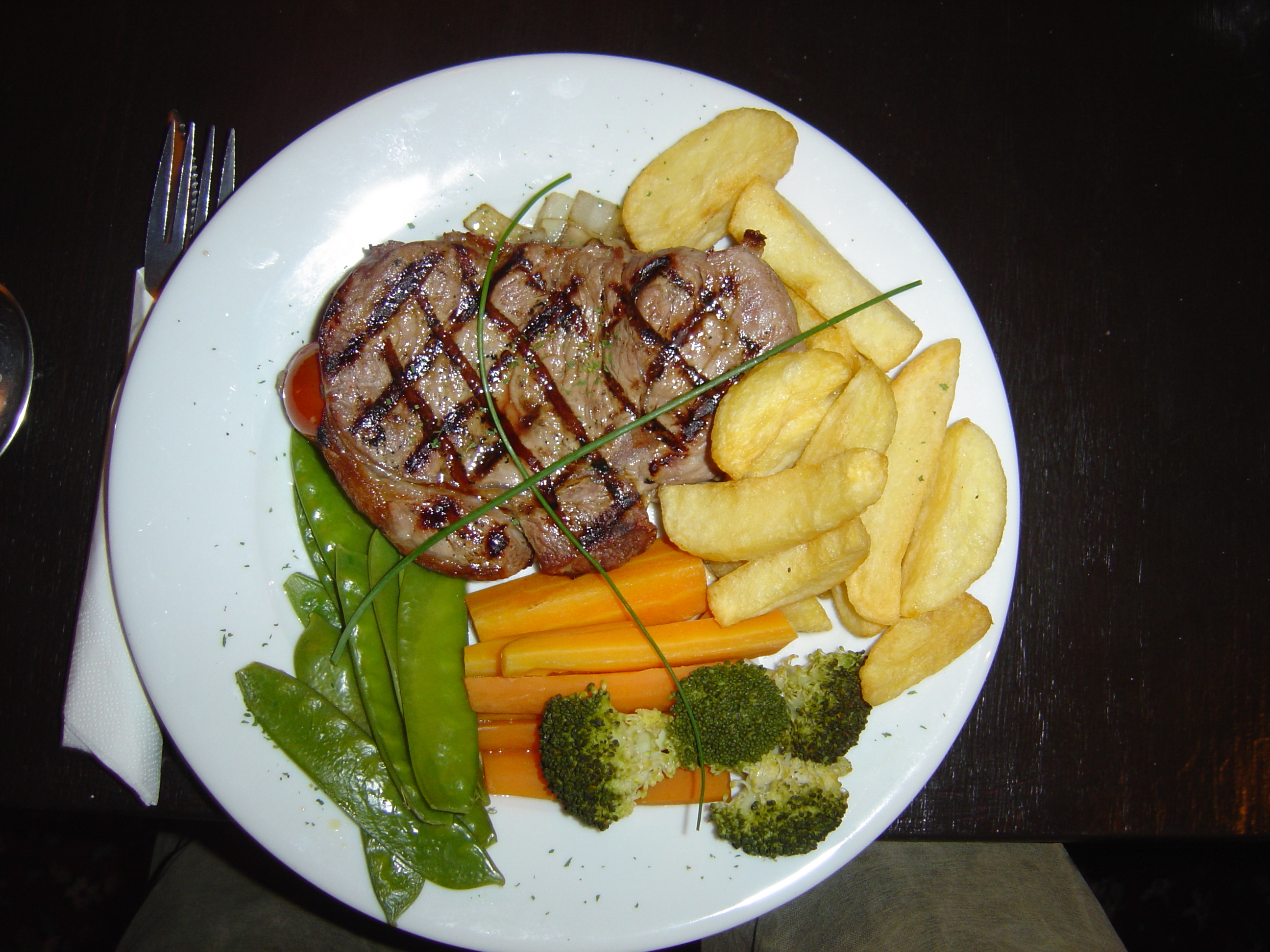
Solomillo estadounidense.

Hay comidas típicas tomadas de los Estados Unidos, con la excepción de una reducción importante en el uso de mantequilla. Por ejemplo, una ración de puré de patatas en Hong Kong resultará relativamente sosa y ligera respecto a su equivalente estadounidense. Las palomitas en Hong Kong son dulces. La carne puede considerarse como sai chaan (comida occidental) o como comida estadounidense.
Incluye:
- Solomillo;
- Buffalo wings;
- chowder de almeja.

### Cocina italiana

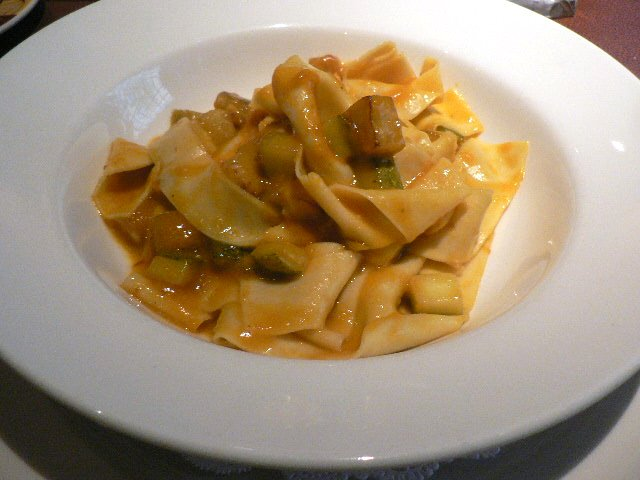
Pappardelle con tomate.

Esta cocina suele considerarse formal, siguiendo un menú de tres platos compuesto por antipasti (entrantes), primo (primero) y secondo (segundo). La cocina italiana en Hong Kong suele considerarse más moderna que auténticamente tradicional, aunque también pueden encontrarse locales de estilo veneciano. Las bebidas y postres suelen mezclarse con opciones chinas. El plato principal suele acercarse más a la cocina italoestadounidense. Fat Angelos es un ejemplo de restaurante italiano de Hong Kong.
Incluye:
- Pasta con falda de ternera;
- saltimbocca alla Romana;
- risotto.

### Cocina francesa
En Hong Kong pueden encontrarse platos franceses corrientes junto a delicias. Muchos postres franceses como la crème brûlée han sido modificados a un tipo de pudin (布甸) que se sirve con platos chinos. Además de ser un estilo independiente, la cocina francesa ha influido visiblemente sobre algunos platos asiáticos.
Incluye:
- Medallón de cordero;
- Pechuga de pato frita.

### Bebidas occidentales
Las bebidas occidentales han sido profundamente integradas en la cultura gastronómica. La línea entre bebidas orientales y occidentales se ha difuminado hasta el punto de que muchas bebidas de estilo occidental pueden hallarse en restaurantes chinos. Especialmente en los cha chaan tengs se han convertido en parte del menú. Las bebidas de malta británicas están muy relacionadas con el desayuno de Hong Kong.
- Ovaltine;
- Horlicks;
- cola;
- batido.

### Café

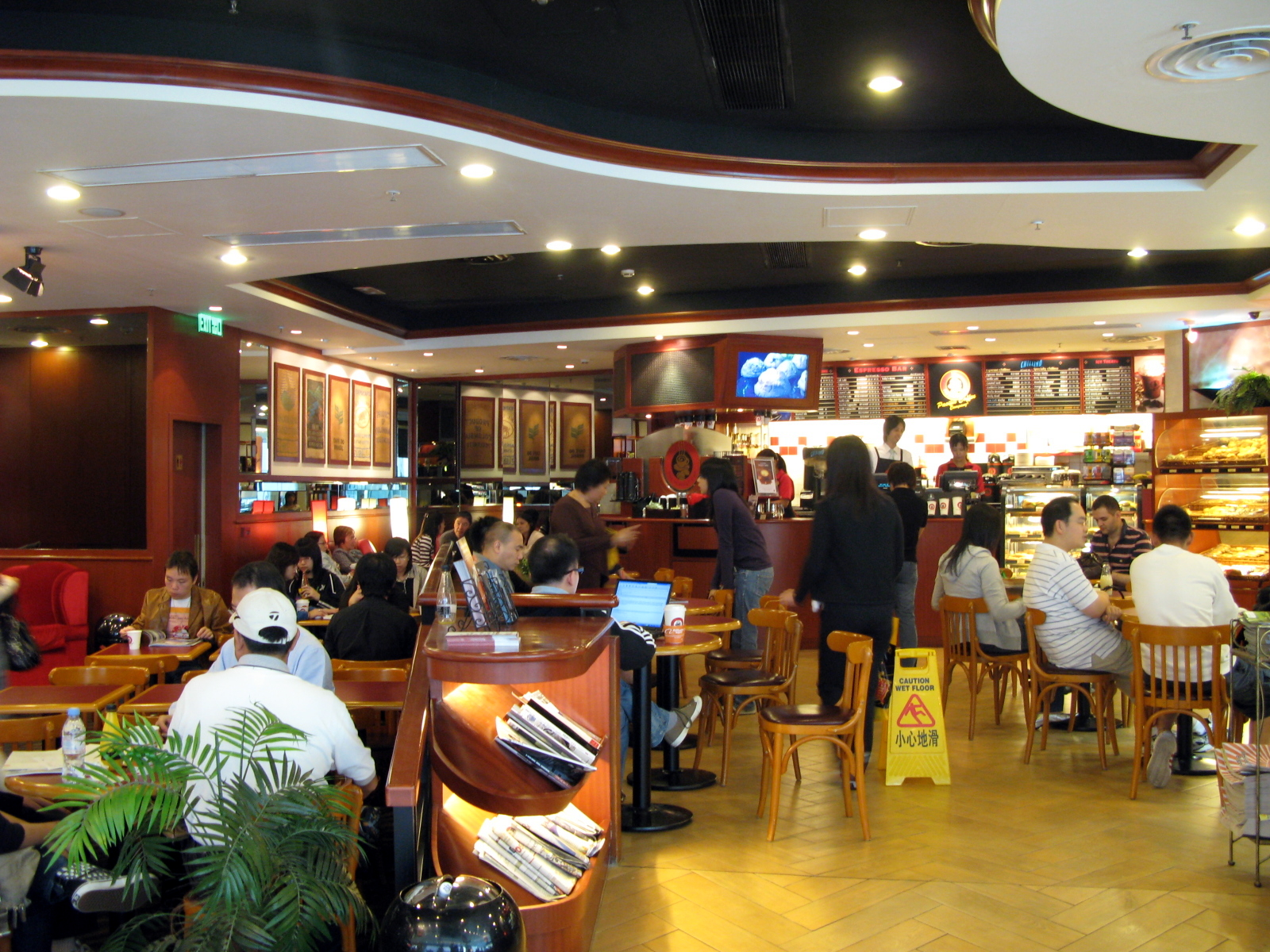
Cafetería de Hong Kong.

El café de Occidente se ha establecido en los últimos años en muchas franquicias. La llegada de Pacific Coffee y Starbucks cambió el panorama del café occidental en Hong Kong. Aunque existen cafeterías independientes, las franquicias suelen estar situadas en buenas ubicaciones para atraer a los trabajadores extranjeros.
- Café expreso;
- café con hielo;
- Frappuccino.

## Ubicaciones
Los principales distritos gastronómicos son Causeway Bay, Kowloon City, Lan Kwai Fong, Tsim Sha Tsui y Soho. Stanley, con su población expatriada, tiene muchos pubs junto al mar y restaurantes europeos. En Sai Kung, Lamma Island, Lau Fau Shan y Lei Yue Mun sirven marisco. Antiguas ciudades pescadoras como Cheung Chau y Tai O también tienen muchos restaurantes originales.
La mayoría de pubs y bares están en Lan Kwai Fong, Lockhart Road y Jaffe Road de Wan Chai; Canton Road, Tsim Sha Tsui East; y alrededor de la estación Prince Edward en Mong Kok. Desde 1991 se ha celebrado anualmente el Oktoberfest en Canton Road.